# Dura al-Kar
Dura al-Kar – wieś w Palestynie, w muhafazie Ramallah i Al-Bira. Według danych Palestyńskiego Centralnego Biura Statystycznego w 2016 roku miejscowość liczyła 3707 mieszkańców.